# Zhou Lüxin
Dans ce nom chinois, le nom de famille, Zhou, précède le nom personnel.
Zhou Lüxin (chinois simplifié : 周吕鑫 ; chinois traditionnel : 週呂鑫 ; pinyin : Zhōu Lǚxīn, né le 31 juillet 1988 à Wuhu dans la province de l'Anhui) est un plongeur chinois spécialiste du haut vol, actuellement en activité. Vice-champion olympique du haut vol à 10 m en 2008, il compte également à son palmarès deux médailles aux Championnats du monde.

## Palmarès

### Jeux olympiques
- Jeux olympiques de 2008 à Pékin (Chine) :
  -  Médaille d'argent du plongeon individuel à 10 m.

### Championnats du monde
- Championnats du monde 2007 à Melbourne (Australie) :
  -  Médaille d'argent du plongeon individuel à 10 m.

- Championnats du monde 2009 à Rome (Italie) :
  -  Médaille de bronze du plongeon individuel à 1 m.